# Далекарлійський кінь

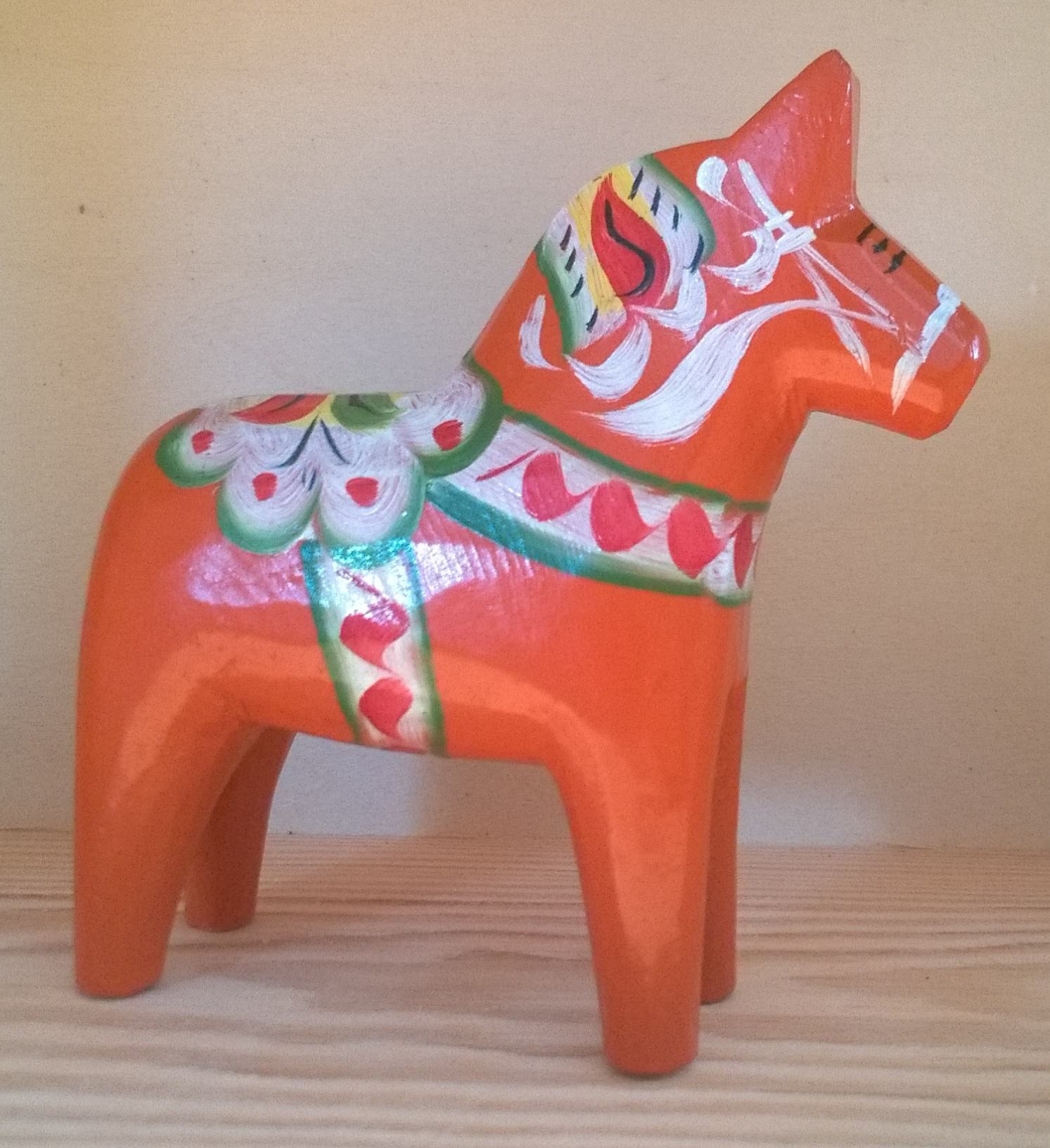
Далекарлійський кінь

Далекарлійський кінь, або даларнський кінь (швед. dalahäst) — стилізована дерев'яна фігурка коня, іграшка, яка є національним символом Королівства Швеції. Далекарлійський кінь є предметом народного промислу провінції Даларна; виготовляють іграшку багато населених пунктів провінції, але найбільше і, одночасно, найстаріше виробництво розташоване в селі Нуснес ( Nusnäs) комуни Мура.
Традиційно фігурка коня вирізається зі з'єднаними вухами і без хвоста. Забарвлюється в червоний колір, а збруя розмальовується біло-синіми візерунками в стилі kurbits. У першій половині XX століття стали популярними два нові базові кольори іграшки: червоно-коричневий і світло-сірий з цятками, з відтінками синього. Розмір іграшок різноманітний від сантиметрових фігурок до важких півметрових сувенірів.
Далекарлійський кінь є один з найпоширеніших символів для Швеції, а особливо для традиційної шведської сільської культури.

## Історія
Вважається, що перша іграшка була виготовлена у XVII-ому столітті, як побіч виріб: невідомий тесляр, який закінчивши черговий стілець, з матеріалу, що залишився, вирізав конячку для дітей. Невідомо коли було продано найпершого далекарлійського коня. Першою згадкою про це вважається запис, зроблений у Вестеросі в 1624 році, де повідомляється про розпродаж таких конячок.
У XVIII—XIX століттях до Даларни нерідко приїжджали купці, вони купували різні товари, щоб потім вигідно перепродати їх на ринках в інших областях. Найчастіше вони купували маленьких дерев'яних конячок, їх вони пізніше могли обміняти на їжу в різних частинах королівства, де про такі іграшки ще ніхто не чув. Так далекарлійський кінь почав свою величну подорож по Швеції.
У XIX столітті за дюжину конячок просили всього дві крони, сьогодні ж конячки — предметом колекціонування, їх продають за тисячі крон з найпрестижніших аукціонів світу. Для справжніх колекціонерів інтерес можуть представляти навіть абсолютно однакові, на перший погляд, конячки з сувенірних крамниць, адже за давньою традицією іграшки повинні бути вирізані і розфарбовані виключно вручну.
У 1937 році на Всесвітній виставці в Парижі червона дерев'яна конячка стала популярним шведським сувеніром. А вже в 1939 році далекарлійський кінь представляв Швецію на Всесвітній виставці в Нью-Йорку як символ країни. У Нью-Йорк був відправлений кінь заввишки три метри, а в сувенірному магазині було продано близько 1000 кг маленьких іграшок.
Найбільшою у світі далекарлійський кінь знаходиться в Осбю, недалеко від міста Авеста. Висота коня становить 13 метрів, а вага — 66 тонн, при цьому всередині вона порожниста. Спорудили цю статую в 1989 році, коли поруч з містом прокладали нову швидкісну трасу і виникла ідея створити тут невеличкий ресторанний комплекс. Кінь повинен був стати символом провінції Даларна, воротами в яку є місто Авеста.
Інші тварини, в тому числі свині та півні, також виробляють в такому ж стилі, що й далекарлійський кінь.

## Nils Olsson Hemslöjd
У 1922 році, 26-річний Гранс Андерс Ульссон розпочав власну справу на задньому дворі родини. Андерс був старшим з дев'яти братів і сестер. Нільс і Яннес Ульссон почали допомагати старшому братові після школи, коли їм було 9 і 7 років відповідно. У 1928 році вони відкрили власну майстерню, яку назвали «Nils Olsson Hemslöjd AB», чиї нащадки виробляють дерев'яних коней i сьогодні.

## Різновиди далекарлійських коней

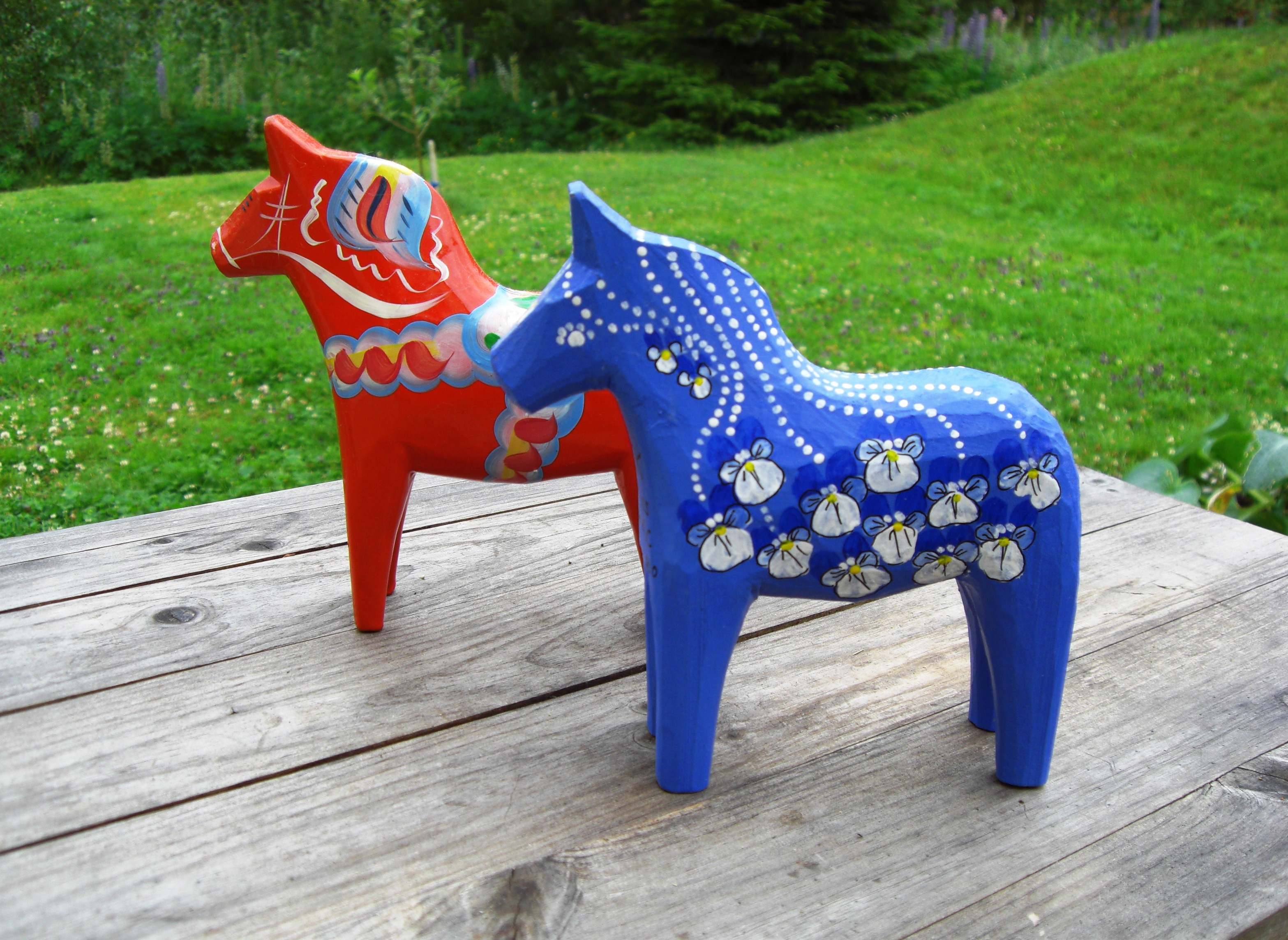
Класичний та лудвикський розписи.

Крім традиційного далекарлійських коней існують багато різновидів іграшки. Більшість моделей відрізняється тільки кольором і формою візерунка.
Ось кілька прикладів:
Свартнесхестен (Svartnäshästen) — чорна конячка з блакитними квітами замість сідла, з блакитними і жовтими візерунками. Родом з села Свартнес, Даларна. Кольори іграшки не випадкові: чорний колір уособлює містечко Свартнес (svart — «чорний»), білий і блакитний кольори Фінляндії (в лісових районах Даларна здавна селилися фіни), а жовтий і синій — кольори самої Швеції.
Свердшёхестен (Svärdsjöhästen) — помаранчева конячка з чорної гривою. Виробляється в місті Свердшё з 1983 року.
Лудвікахестен (Ludvikahästen) — синя (або чорна) конячка з білими спадаючими квітами замість збруї, або її антипод: біла конячка з синіми кольорами. Іграшка створена в місті Лудвіка в 80-х роках XX століття.
Лександсхестен (Leksandshästen) — жовта, помаранчева або сіро-блакитна конячка, з чорною гривою і овальним сідлом; візерунок простий, у вигляді білих точок, зібраних на подобу квіток — який був запозичений художником з настінних шпалер. Прототип був знайдений в 1948 році. Виробляється в місті Лександ.
Реттвіксхестен (Rättvikshästen) — сіра конячка без сідла, з чорно-білою гривою, білими точками по тілу і восьмикутними зірками. Іграшку роблять в місті Реттвік. Модель відтворена в 1950 році з оригіналу 1850 року з міста Стумснес.

## Процес виготовлення
Центром по виробництву далекарлійських коней є село Нуснес (Nusnäs), де розташовані дві майстерні: Нільса Олссона (Nils Olsson) і Граннас Олссона (Grannas Olsson). «Майстерня Граннас Олссон» (Grannas A. Olssons Hemslöjd), заснована в 1922 році, є на сьогодні найстарішим і найбільшим виробництвом далекарлійской конячки. На фабриці працює близько 80 осіб, з яких 15 — художники. «Майстерня Нільса Олссона» (Nils Olsson Hemslöjd) не набагато молодша, заснована в 1928 році.
Сьогодні більшість іграшок, як і багато років тому, вирізається і розфарбовується вручну. Як матеріал найчастіше використовується сосна, яка росте навколо озера Сільян. Для маленьких фігурок, менш як 5 см, використовується вільха. До якості матеріалу майстри ставляться дуже серйозно, відбираючи дерева для безпосередньо в лісі. Потім колоди розпилюють на бруски потрібного розміру. Брус витримується в сушильній шафі протягом двох-трьох тижнів. Для сувенірів вище 25 см використовується клеєний брус.
За трафаретом, за допомогою стрічкової пилки, з брусків вирізують контури конячок і форму ніг — це єдина автоматизація, яку зазнало виробництво. Потім вручну, ножем, доводять фігурку до потрібної форми і занурюють у фарбу на водній основі (перший шар, ґрунтовка).
Наступні два етапи — шпаклівка і шліфування: виправляються всі дефекти на іграшках. На абсолютно гладку поверхню фігурки наносять основний тон фарби. Традиційний колір конячок червоний, але є фігурки і блакитного, і рожевого, і чорного кольорів. Пофарбовані заготовки залишають на дві доби до повного висихання.
Наступний крок — художній розпис. Нанесення старовинного багатоколірного малюнка довіряють тільки жінкам. Неодмінними атрибутами іграшки слугують намальовані зеленим, білим, блакитним, жовтим і коричневим кольорами — грива, сідло і поводи. Художники постійно експериментують з формою і розписом далекарлійськой конячки, але простий старовинний стиль залишається в моді.
Після нанесення візерунків, вишикувавшись в численні ряди, конячки сохнуть три доби і тільки потім покривають прозорим лаком.

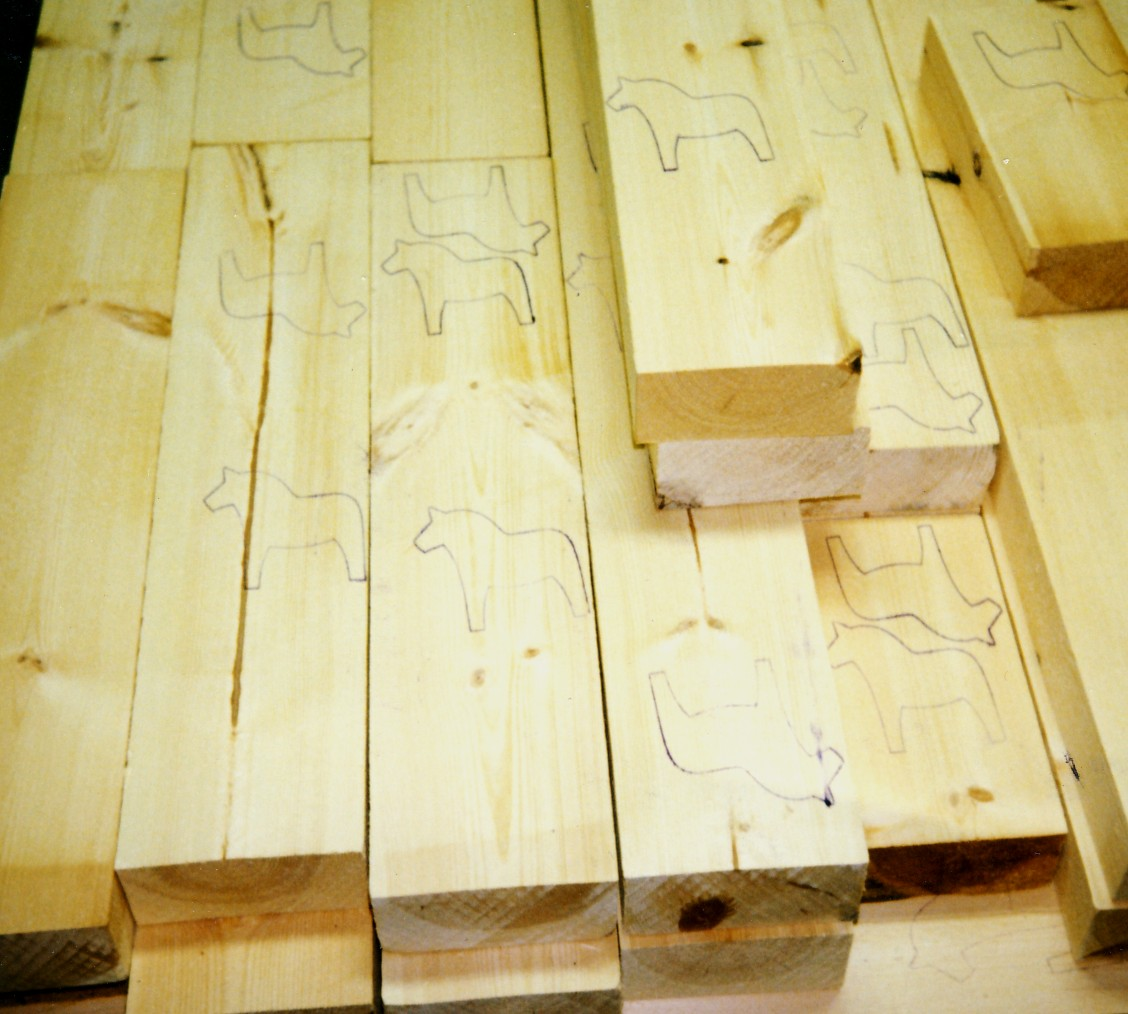
Соснові бруси
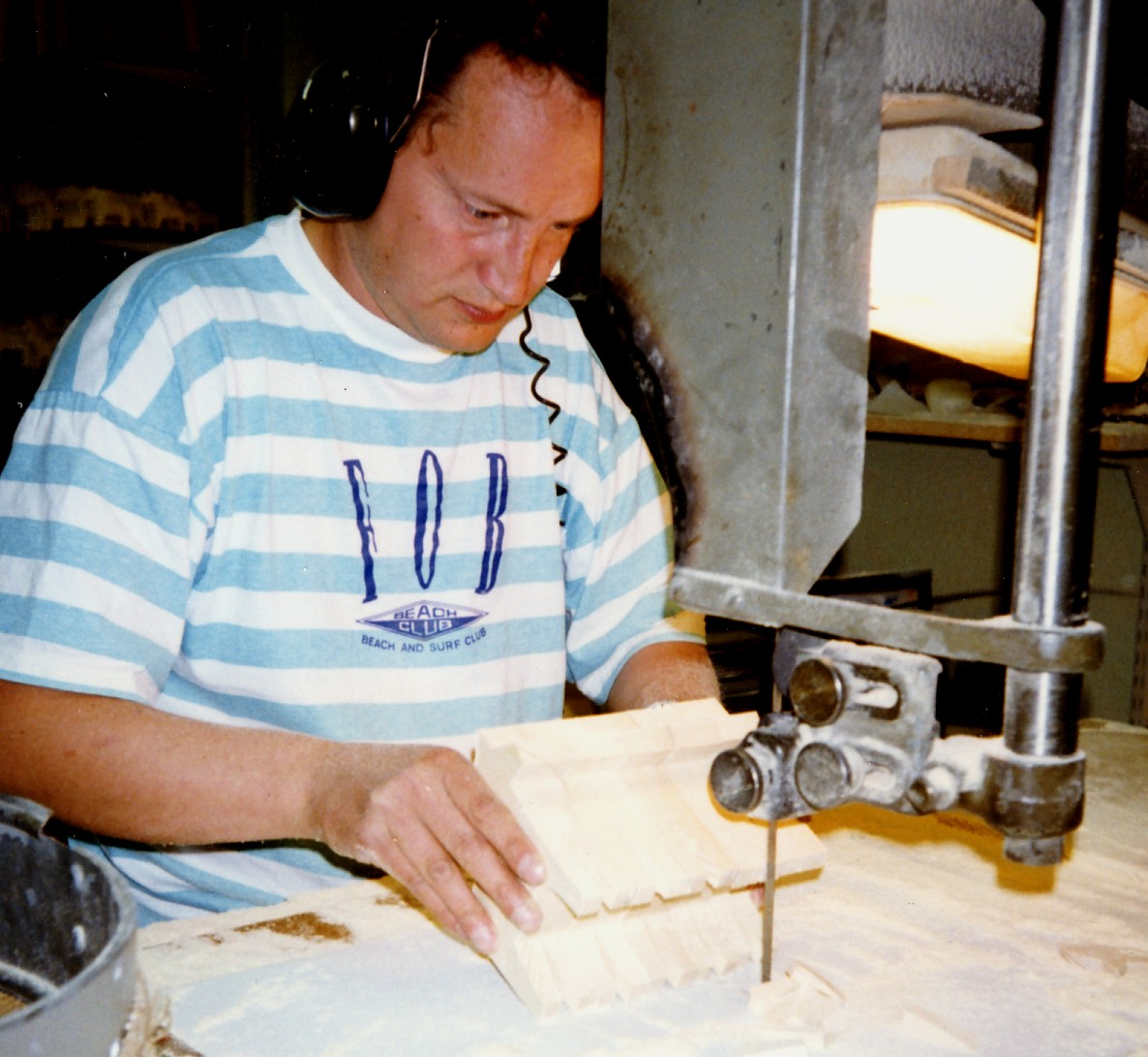
Нарізка заготівок
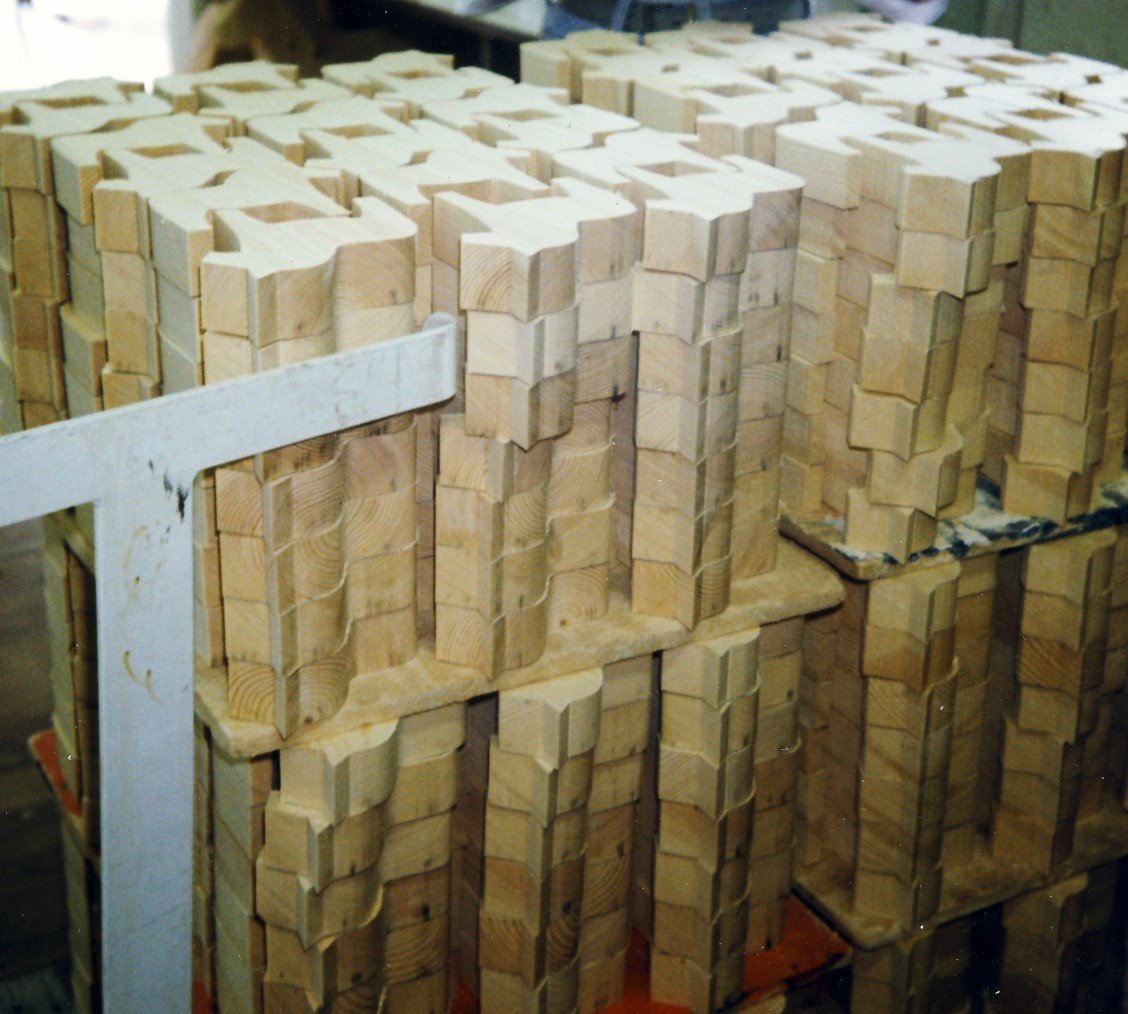
Заготівки
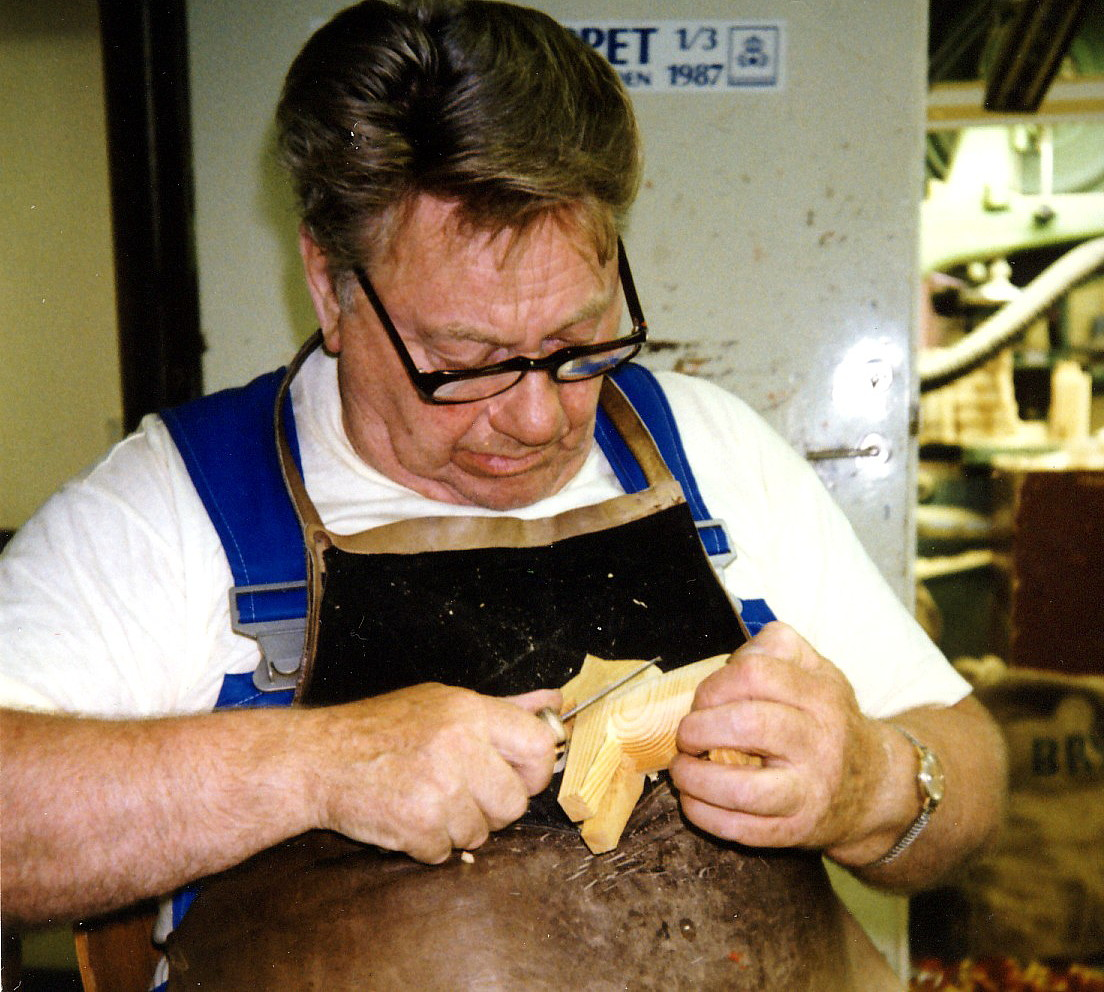
Робота різьбяра

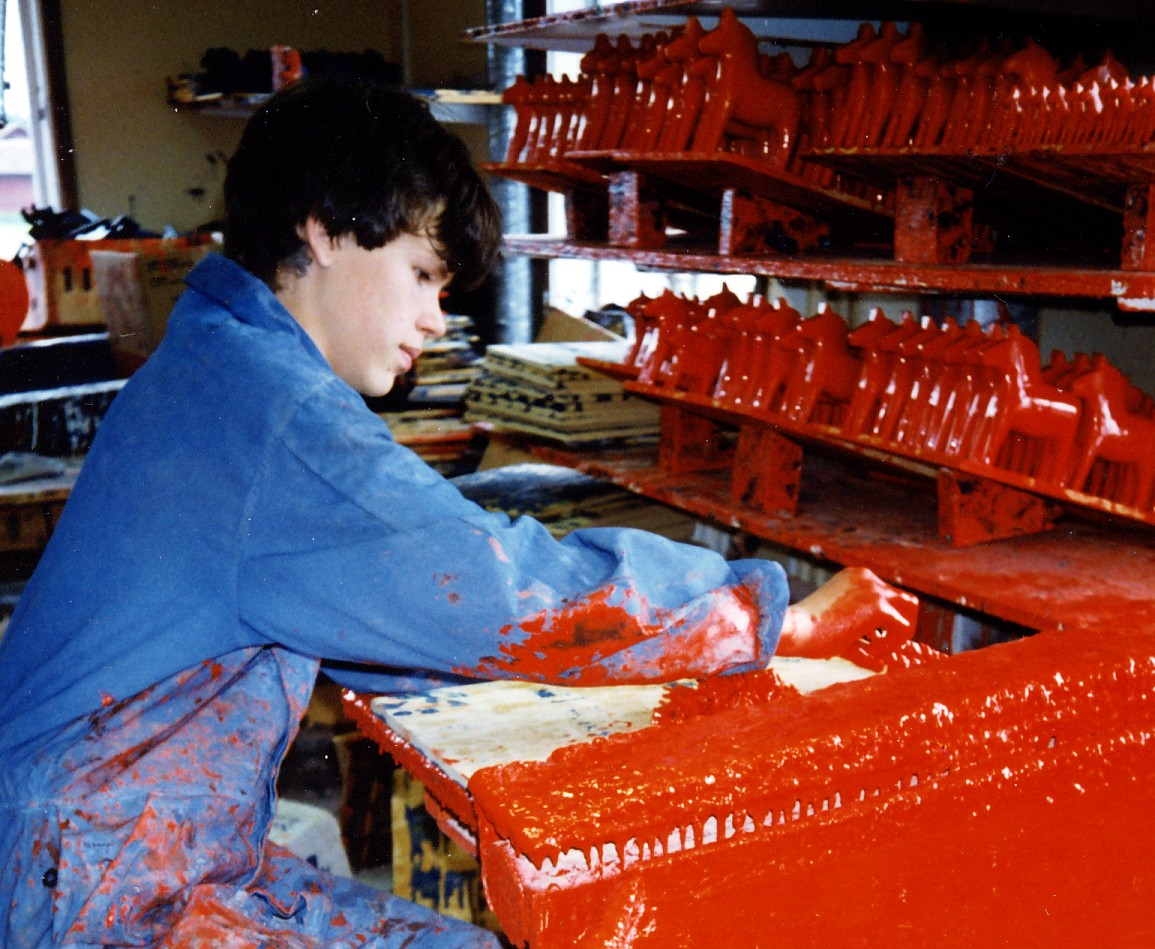
Фарбувальна ванна
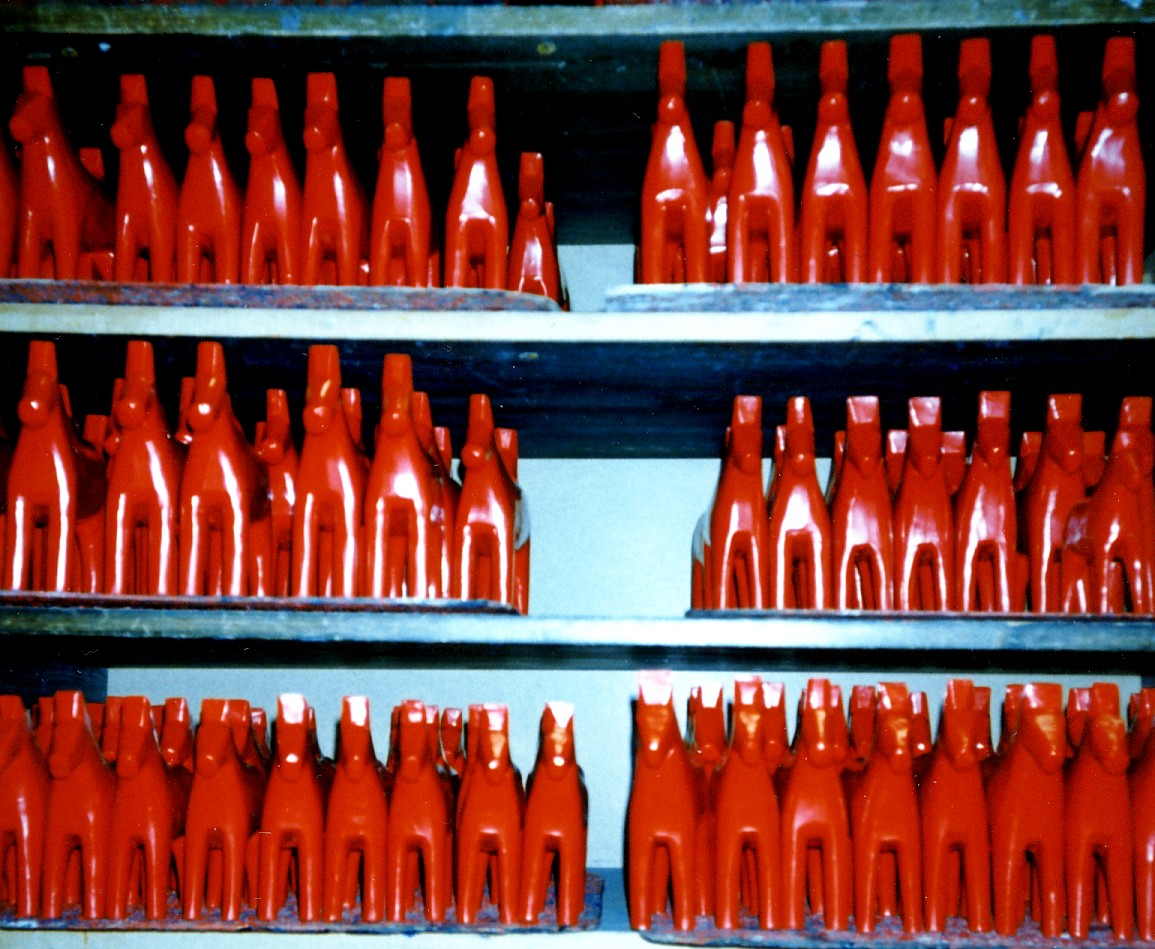
Сушіння
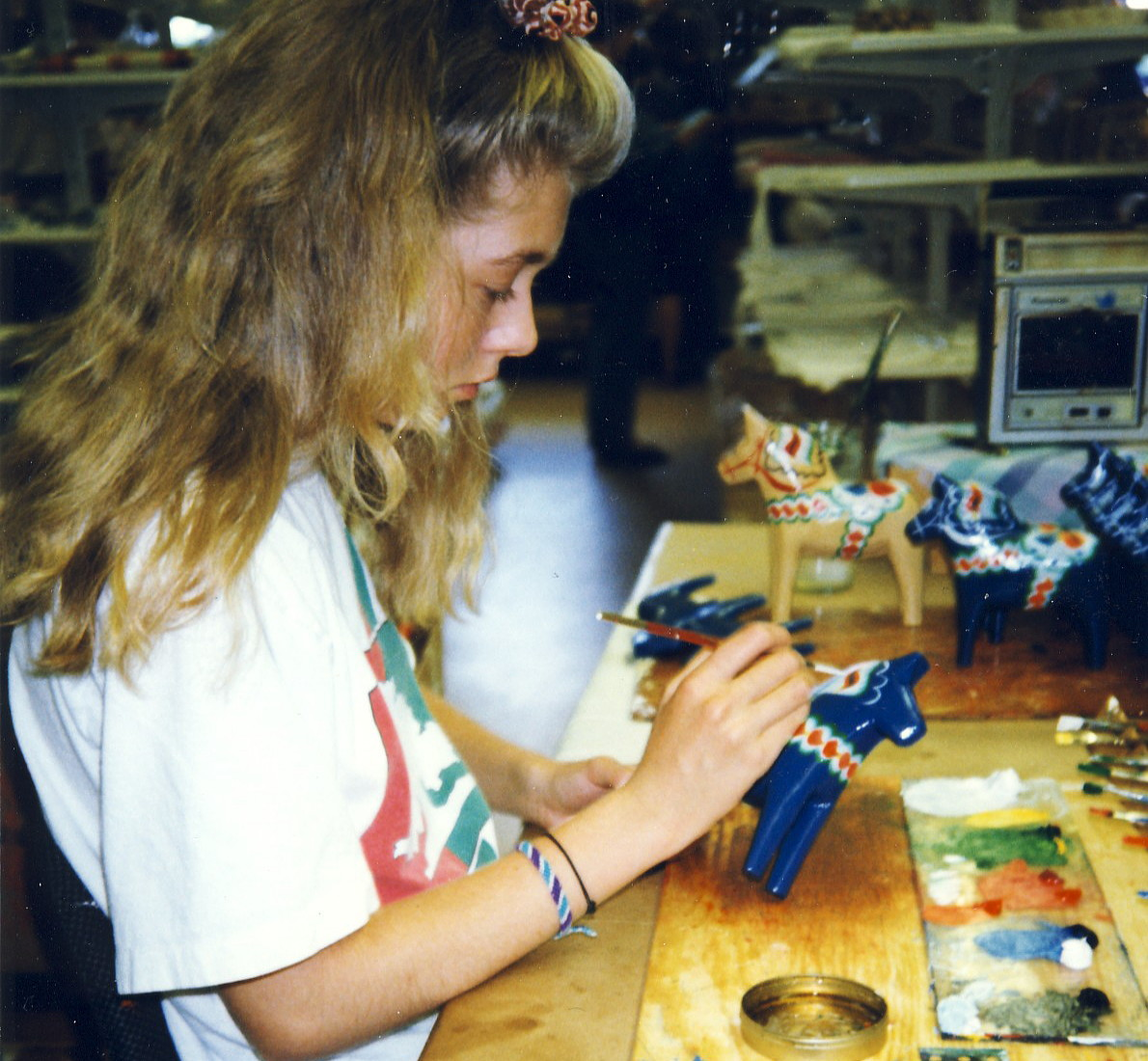
Ручний розпис
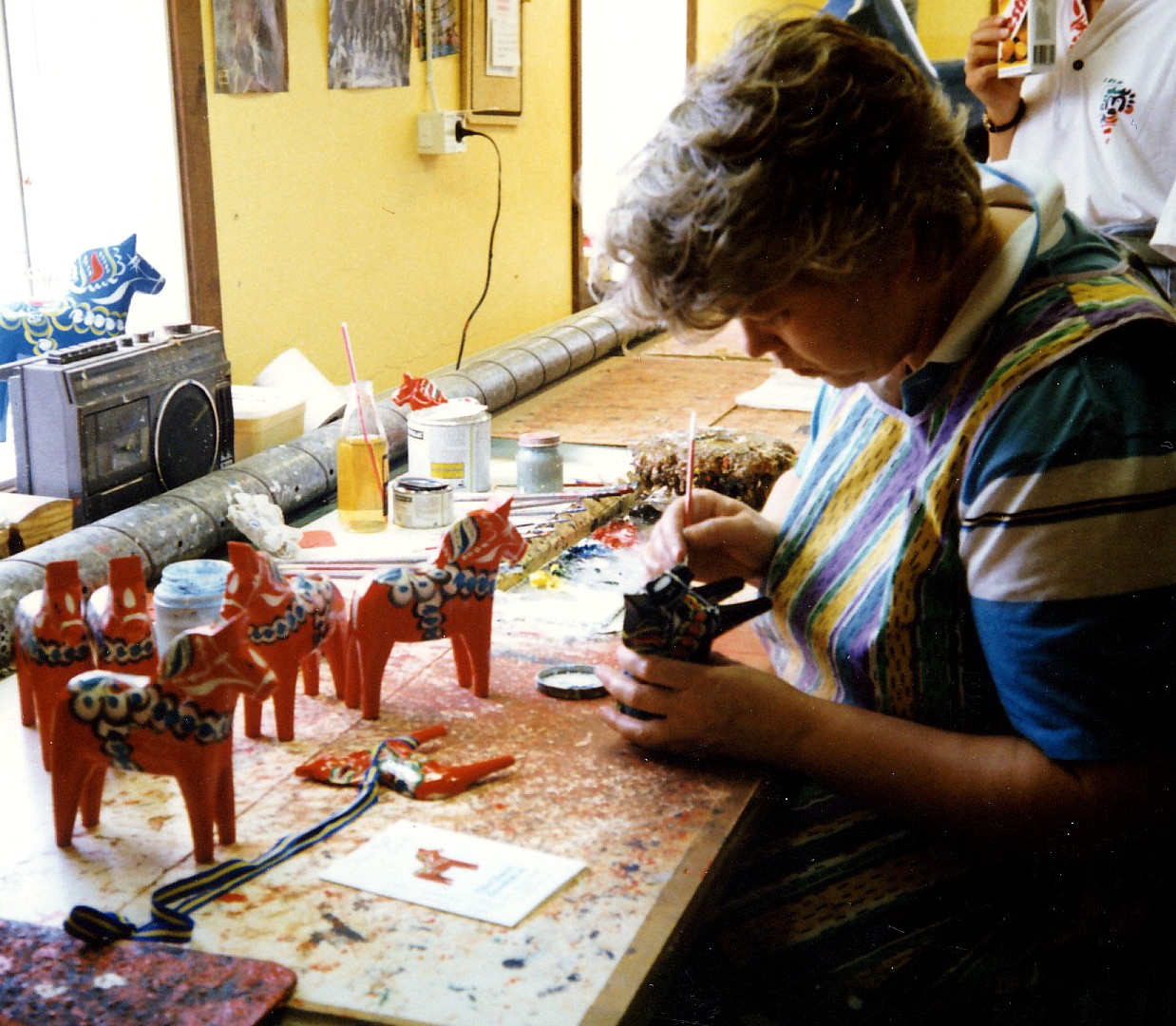
Ручний розпис